# إطار عمل تنموي بنائي

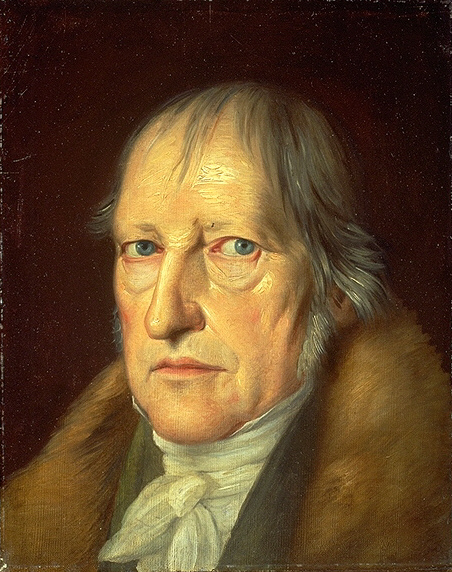

إطار العمل التنموي البنائي هو إطار نظري للتقدير المعرفي والنفسي للكبار. يُبنى هذا الإطار على البحث التنموي التجريبي الذي يظهر أن رؤية الفرد للحقيقة إنما هي «عالم خاص به»، وفريد من نوعه، يستمر في تطويره وبنائه طول حياته.
طور هذا الإطار أوتو لاسكي بناءً على أعمال روبرت كيغان ومايكل باسيكس، وهما أستاذا لاسكي في جامعة هارفارد. يستخدم منهج إطار العمال التنموي البنائي ثلاث آلات مستقلة تقيس كل واحدة منها على حدة حالة الإنسان الاجتماعية العاطفية، ومستوى نمو الوعي، والحالة النفسية. يقدم الإطار ثلاثة جوانب معرفية (إبستمولوجية) للعملاء الأفراد أو الفُرُق. تصمم هذه الأبنية لسَبْرِ كيف يشكل الفرد أو المجموعة العالمَ الحقيقي مفاهيميًا، وما مدى اقتراب تفكير الفرد الحالي من تعقيد العالم الحقيقي.

## نظرة عامة
يعتمد المنهج العلمي لإطار العمل التنموي البنائي على البحث التجريبي حول نمو الكبار الإيجابي، الذي بدأه لاورنس كوهلبرغ في الستينيات، واستمر فيه روبرت كيغان (1982، 1994)، ومن بعده مايكل بيسيكيس عام 1984، وأوتو لاسكي (1998، 2006، 2009، 2015، 2018). قدم لاسكي (1998، 2009) مفاهيم من فلسفة جورج وليام فريدريك هيغل، ومدرسة فرانكفورت إلى الإطار، ليفرق تمامًا بين النمو العاطفي الاجتماعي، ونمو الوعي.
شرح كيغان (1982) مستويات النمو الخمسة، وبين أن آخر أربعة منها تكون في الكبر لا في الطفولة. بين باسيكيس أن الكبار يجاوزون الطريقة المنطقية في التفكير إلى طريقة من التفكير الجدلي، على أربع مراحل مقيسة بمؤشر سيولة. وقد طور لاسكي ونقح كلا اكتشافي كيغان وباسيكيس في عامي 2005 و2008. في 2008 و2015، اقترح لاسكي أن أشكال التفكير الجدلي مماثلة للحظات الجدلية الأربع عند باسكار (ميلد، باسكار 1993)، وأن هذه اللحظات الأنطولوجية تشكل سلسلة: إم -< إي -< إل -< دي، وتحدد هذه السلسلة نمو وعي الفرد (لاسكي 2015)، فقدم بهذا أساسًا لعلم المعرفة الجدلية، وعلمًا للإدارة الموجهة بالمعرفة. بناء على مفهوم «الجدلية الحوارية»، شدد لاسكي على أهمية أن يكون علم الاجتماع حواريًا ثنائيًا، لا فرديًا أحاديًا. يستخدم إطار العمل التنموي البنائي ثلاث طرائق مستقلة لقياس الحالة العاطفية الاجتماعية لإنسان «ماذا علي أن أفعل ومن أجل مَن؟»، ومستوى النمو المعرفي «ماذا يمكنني أن أعرف؟ ثم ما هي خياراتي؟»، والحالة النفسية «كيف حالي الآن؟». تقدم الطريقتان الأولتان منظورًا معرفيًا، فيما تقدم الثالثة منظورًا نفسيًا عن حالة الفرد أو المجموعة. انظر في المراجع أدناه.
في إطار العمل التنموي البنائي، تكون التقديرات الثلاثة (الاجتماعية العاطفية، والوعيية، والنفسية) منفصلة، كما يلي:
حالة الشخص الاجتماعية العاطفية بالسؤال «ماذا ينبغي أن أفعل؟ ومن أجل مَن؟»، تُقاس اعتمادًا على مقابلة شبه منظمة، مدتها ساعة، ويكون القياس باستخدام «المراحل» (صممها كيغان ليهي في 1988، ونقحها لاسكي عام 2005).
حالة وعي الشخص بالسؤال «ماذا يمكنني أن أعرف؟ ثم فما هي خياراتي؟»، تُقاس اعتمادًا على مقابلة شبه منظمة، مدتها ساعة، ويكون القياس باستعمال «أشكال الفكر الجدلي» وسهولة استخدامها خلال المقابلة أو في نص مكتوب (بيسيكيس عام 1984، ونقحها لاسكي عام 2008).
حالة الشخص النفسية بالسؤال «كيف حالي الآن؟»، تُقاس باستبيان الحاجة والضغط الذي وضعه موريس أديرمان بناءً على نظرية هنري موراي للشخصية (أديرمان 1970).
في إطار العمل التنموي البنائي، تُعتبر كل حالة من الحالات الثلاث تجريدًا خالصًا، لأن الأبعاد المخفية لوعي الشخص لا تتبين ولا يمكن أن تكون أساسًا للعلاج إلا بفهم هذه الحالات معًا. والأهم أن العلاج في إطار العمل التنموي البنائي يتطلب التفكير الجدلي، خلافًا للتفكير المنطقي الخالص المستعمل في البحث الوَضْعي. لذلك، فإن الإطار التنموي البنائي نموذج من البحث الحواري الثنائي، لا الأحادي.

## النمو الاجتماعي العاطفي

### مراحل نمو الكبار
وفقًا لعالم النفس التطوري روبرت كيغان، فإن مفهوم الشخص عن نفسه يتطور عبر سلسلة من المراحل في حياته. يقود هذا التطور حافزان أساسيان متعاقبان: الاستقلال، والانتماء. يتحكم هذان الدافعان بالإنسان، لا على أنهما مؤثران فيه، بل على أنهما معرّفان له. بل إن هذين الدافعين في صراع، وتتطور علاقتهما على مدى العمر.
يصف كيغان خمس مراحل للنمو، آخر أربع منها يتدرج الإنسان في تحصيلها في كبره، على أن فئة قليلة من الكبار تبلغ المرحلة الرابعة أو تتخطاها:
المرحلة الأولى: الاندفاع البحت، أو الانقياد اللاإرادي (الطفولة المبكرة).
المرحلة الثانية: يكون فيها وعي الإنسان لنفسه محكومًا بحاجاته ورغباته. لا يهم من حاجات الآخرين ورغباتهم إلا ما كان يصب في حاجته هو ورغبته. لذلك، يكون الإنسان -عمليًا- في عالم غير عالم الآخرين (الطفولة إلى المراهقة).
المرحلة الثالثة: يتحد وعي الإنسان لنفسه مجتمعيًا، على أساس الواقع، أو التوقعات المتخيلة عن الآخرين (بعد المراهقة).
المرحلة الرابعة: يتحدد وعي الإنسان بنفسه بمجموعة من القِيَم التي أثبتت جدواها (قلما حُصلت هذه المرحلة، وإن حُصلت ففي الكِبَر).
المرحلة الخامسة: لا يعود وعي الإنسان بنفسه مقيدًا بأي جانب من جوانبه أو تاريخه، بل يتحرر ليسمح لنفسه أن يركز على مسيرة حياته.
يشير الإطار التنموي البنائي إلى هذه المراحل بوصفها اجتماعية عاطفية، لأنها ترتبط بالطريقة التي يصنع فيها الإنسان معنى لتجربته في العالم الاجتماعي. وفي الإطار التنموي البنائي أن الناس قلما كانوا على إحدى هذه الدرجات تمامًا، بل كثيرًا ما يكونون في أمر بين الأمرين، لذلك يكونون محل صراع بين المرحلة الأعلى والمرحلة الأدنى.

### تقدير الحالة الاجتماعية العاطفية لشخص
تُقدر الحالة الاجتماعية العاطفية للفرد بطريقة المقابلة التي تسمى مقابلة «الفاعل-المفعول به». في المقابلة، يقدم المقابِل كلمات مثل «النجاح»، «التغيير»، «التحكم»، «الحدود»، «خيبة الأمل»، «الخطر»، ويدعو المقابَل إلى أن يصف تجارب ذات معنى تحت هذه العناوين. يكون المقابِل هنا مستمعًا، دورُه تركيز انتباه المقابَل على أفكاره ومشاعره.
تسجل المقابلة بتحديد مقتطفات من الكلام تدل على مرحلة محددة، أو مرحلة فرعية محددة. تُختار مقتطفات من نص المقابلة وتُحلَّل لتحديد مرحلة النمو. وأكثر مرحلة فرعية تكشفها المقابلة عادةً هي «مركز ثقل» المقابَل. تُوصف كل المراحل التي تكون تحت مركز الثقل أنها خطر، خطر التراجع، وكل المراحل التي تكون فوقه توصف بالإمكانات، إمكانات النمو. يلخص تقسيم النتائج إلى مؤشر «خطر-وضوح-إمكان»، الذي يُستخدم في تحديد تحديات النمو التي تواجه الشخص.

## نمو الوعي

### مراحل نمو الوعي لدى الكبار
وفقًا لجان بياجيه، فإن الوعي يتطور في أربع مراحل من الطفولة حتى الرشد. سمى بياجيه هذه المراحل: الحسية الحركية، قبل الفاعلية، الفاعلية الصلبة، الفاعلية المنهجية. يستمر تطور التفكير الفاعلي المنهجي حتى سن 25 تقريبًا. ركز باحثون لاحقون على عبارة كوهلبرغ المشهورة هذه الأيام: «هل توجد حياة بعد الخمسة والعشرين؟». في إطار العمل التنموي البنائي، يتحدد نمو التفكير الفاعلي المنهجي في الفرد الكبير أولًا على قوة التفكير الجدلي المقيس بسهولة استخدام نمط التفكير.
تبعًا لباسكار (1993)، فالتفكير الإنساني من منظور إطار العمل التنموي البنائي يتطور على أربع مراحل أو حِقَب، هي «الحس المشترك»، «الفهم»، «العقل»، وفي النهاية «الحكمة العملية». أول ثلاثة مراحل من نمو التفكير يمكن أن ترتبط بنُظُم التفكير المختلفة التي وضعها الفلاسفة لوك، وكانط، وهيغل. كل مرحلة لاحقة تحتوي وتعلو على نظام التفكير للمرحلة السابقة. تعود المرحلة الأخيرة من الحكمة العملية لتصبح شكلًا أعلى من الحس المشترك، يصبح فيه التفكير المعقد طبيعة ثانية، فيصبح بلا جهد ولا تكلف. خلافًا لدراسات أخرى عن نمو الكبار، مثل دراسة فيشر وكومونز، فقد وصف لاسكي النمو المعرفي قبل الفاعلي أنه استخدام وتنسيق لأشكال الفكر الجدلي، ومجموعات أنماط التفكير التي وصفها بيسيكيس بمخططات الذهن.